# James Hall (géologue)
Pour les articles homonymes, voir James Hall et Hall.
James Hall (né à Dunglass en 1761, mort en 1832), 3e baronnet par mariage avec Magdalen (morte en 1763), fille de Robert Pringle, est un géologue et géophysicien écossais. Il est aussi député pour le bourg (ou borough, burgh en anglais et en écossais) de Saint Michael, de 1807 à 1812.
Il est l'un des premiers géologues à proposer un modèle pour expliquer le phénomène des plissements, en empilant des pièces de tissu entre des planches en bois. Il est aussi parvenu à considérer la température comme facteur important de la genèse des roches ignées, en partant de modélisations expérimentales.